# Mirlitón

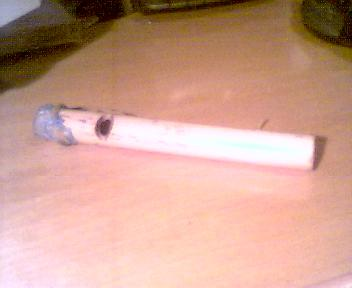
Un mirlitón de caña.

El pito de chapa, pito de caña, mirlitón, turuta, kazoo o flauta de bulbo es un instrumento musical de la familia de los membranófonos, constituido por un tubo en cuyos extremos se fija un papel de fumar o un trozo de plástico que, al cantar por un agujero realizado en un lado del tubo, modifica el sonido de la voz de la persona que canta por efecto de la vibración de la membrana. Considerado uno de los instrumentos musicales más fáciles de tocar que existen (solo hace falta coger el tono), ha sido utilizado habitualmente por reconocidos músicos desde Pete Seeger a Paolo Conte.

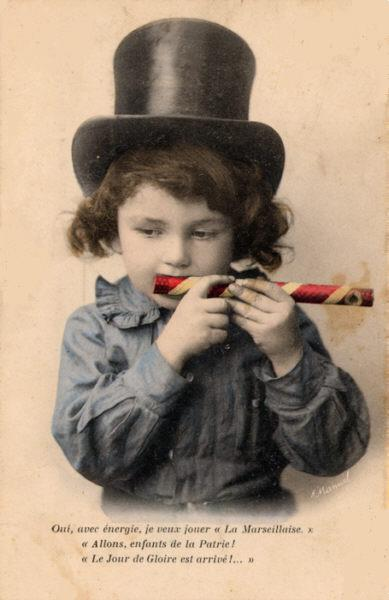
Ilustración de 1910 de un niño tocando un mirlitón francés

Un instrumento estrechamente relacionado es el kazoo. A diferencia de este, el mirlitón se sostiene de manera horizontal sobre la boca; el kazoo, por otra parte, se sostiene de un extremo sobre esta.